# Jean-Marie Conty
Jean-Marie Conty (Châtellerault, 4 de agosto de 1904 - Issy-les-Moulineaux, 4 de maio de 1999), foi um jogador de basquete, ocupou cargos de gestão no âmbito do esporte no governo francês, foi engenheiro da Aéropostale, pessoa do teatro e trabalhou com quadros gerencias de empresas.
Frequentemente é apontado como amigo do piloto e escritor Antoine de Saint-Exupéry, também dos atores Antonin Artaud e Jean-Louis Barrault, sendo citado como pessoa influente na formação do pedagogo teatral Jacques Lecoq e do poeta e dramaturgo Gabriel Cousin.

## Biografia
Nascido na alta burguesia industrial, Jean-Marie Conty é filho de Alexandre-Robert Conty, embaixador francês, e de Nelly Le Roy Liberge. Seu pai foi embaixador da França no Brasil entre 1919 e 1928. Anteriormente havia sido embaixador na Dinamarca (1918-1919) e na China (1912-1917).
Jean-Marie foi formado engenheiro em 1926 pela École Polytechnique.
Como jogador de basquete, fez parte da seleção francesa que venceu a Itália em abril de 1927.
No final de 1927, Jean-Marie começou a trabalhar na recém criada a Aéropostale. Embora haja menção de que foi piloto, ele trabalhou na estrutura dos terrenos de aviação.
Em Casablanca, no Marrocos, Conty conheceu Antoine de Saint-Exupéry que era chefe do posto em Cabo Juby (foi por 18 meses desde 1927). Saint-Exupéry que se aventurava como escritor principante, leu para Conty o manuscrito do que viria a ser seu primeiro romance publicado em 1929: Correio do Sul (Courrier Sud). Conty também fez amizade com o piloto da Aéropostale Jean Mermoz, que realizou em 1930 a primeira travessia sem escalas sobre o Atlântico Sul, de Saint-Louis (Senegal) a Natal (Rio Grande do Norte-Brasil) e do escritor Joseph Kessel, que conheceu em Casablanca.
Yvonne de Lestrange era uma prima distante em comum de Saint-Exupéry e Conty que possuia uma grande fortuna e adorava o mundo das Artes e das Letras recebendo personalidades em sua residência. Foi nos salões literários promovidos por ela que os dois amigos puderam conhecer e fazer amizade com personalidades artísticas da época, como: André Gide (escritor e um dos fundadores da revista Nouvelle Revue Française), Marc Allégret (cineasta), Jean Prévost (escritor), Antonin Artaud (ator), Jean-Louis Barrault (ator), etc.
Jean-Marie Conty juntou-se à Air France (fundada em 1933 pela fusão de diversas empresas aéreas, inclusive a Aéropostale) como gestor de missão para o Irã, China e URSS. 
Foi na casa de Conty, em Paris, que a peça Os Cenci, de Artaud, teve sua primeira leitura, em 1935. Conty acolheu Artaud em sua casa por diversas vezes, inclusive quando ele voltou de sua viagem ao México, em 1936. Conty guardou, durante os anos de internação de Artaud no sanatório de Rodez (1943-1946), cerca de 70 manuscritos de Artaud que foram publicados posteriomente pela Editora Gallimard.
Em dezembro de 1935, ele organizou uma turnê de promoção da Air France pelo Mediterrâneo e pediu a seu amigo Saint-Exupéry que o acompanhasse numa série de conferências. Em 1939, publicou um número da revista Le Document dedicado aos pilotos de teste, onde pediu a Saint-Exupéry que escrevesse a introdução.
Na Segunda Guerra, durante a Ocupação alemã da França, no governo de Vichy (1940-1944), Conty assumiu uma função de liderança no governo no âmbito da Educação Física, à semelhança de outros esportistas. Anteriormente à Segunda Guerra, ele havia se destacado como um renomado jogador de basquete. Sua função foi de Inspetor de Esportes de 3ª Classe, trabalhando no Alto-Comissariado para a Juventude. Conty foi diretor da Escola do Polo de Bagatelle, instituição que tinha por objetivo formar monitores de educação física para atuarem com jovens em centros de atividades voltadas a apoiar a juventude durante a Ocupação nazista alemã na França, no Regime de Vichy. Dentre as atividades propostas como complemento à formação dos monitores de educação física em Bagattelle, Conty promovia pontuais atividades artística e teatrais, tais como vivências, oficinas e conferências, visando ampliar a formação, contando para isso com colaborações de artistas como, por exemplo, a de seu amigo Jean-Louis Barrault com quem discutia também ideias sobre o uso do teatro para o desenvolvimento pessoal de jovens. Neste contexto, em 1942, conheceu os jovens monitores de educação física em formação Jacques Lecoq e Gabriel Cousin com os quais desenvolveu amizade e teve interações teatrais posteriores.
Após a Liberação da França, em 1944, Conty, aos 40 anos, obteve outro cargo no governo, sendo Inspetor no Comissariado Geral dos Esportes. Ele também fez parte da Associação Trabalho e Cultura [Association Travail et Culture] (TEC) fundada em setembro de 1944, tendo a função de diretor educativo e integrando o Comitê Executivo. O TEC reuniu personalidades culturais bastante diversas que se conheceram durante a Ocupação e partilharam ideias sobre educação popular e experiências artísticas sob a impulsão da França Jovem (que ocorreu de 1940 a 1942). O TEC mantinha uma escola e cooperativa de espectadores visando dar acesso à arte (sendo o campo teatral que efetivamente prevaleceu). Ele oferecia ingressos a preços populares, promovia palestras e diversas oficinas artísticas. Em paralelo a sua atividade profissional no governo, Conty colaborou com a criação e administração do TEC juntamente com outros líderes de diferentes instituições envolvidos em ações voltadas à juventude, aos trabalhadores das indústrias, à educação e culturas populares. A partir de um convite de Conty, Lecoq e Cousin foram alunos no TEC, entre final de 1944 e início de 1945 e realizaram seus primeiros cursos em teatro e dança.
Em fevereiro de 1946 (dezoito meses após a fundação do TEC), uma grande crise se instalou no TEC. Além de uma significativa redução de recursos financeiros, um conflito se instaurou levando à saída, em maio, de quatro membros do comitê diretor do TEC, dentre eles, Jean-Marie Conty. Nesse mesmo mês das demissões, Conty iniciou um novo projeto de ensino de teatro: a Educação Pelo Jogo Dramático (EPJD). Foram diretores fundadores da EPJD: Jean-Louis Barrault, Roger Blin, André Clavé, Marie-Hélène Dasté, Claude Martin e Jean Vilar. A maior parte desses seis diretores teatrais que compunham a sociedade fundadora da EPJD, e também boa parte dos professores que por ali passaram, era de ex-alunos formados por Charles Dullin.
Segundo a pesquisadora Irène Dupret-Jargot, em sua pesquisa sobre as influências e heranças deixadas por Dullin, há um certo vínculo pedagógico entre a EPJD com a escola de teatro Atelier, de Dullin, mesmo que não oficial. Segundo ela, Jean-Marie Conty chamou apenas ex-alunos de Dullin para ensinarem improvisação/ jogo dramático, porque esta era a referência que interessava a Conty, de forma que a EPJD difundiu as técnicas de Dullin nesse campo.
A base da EPJD está posta sobre os preceitos pedagógicos da Escola Nova, princípios que também determinaram o ensino  proposto por Jacques Copeau na Escola do Teatro do Velho Pombal [Vieux-Colombier] e no Atelier, de Charles Dullin, desde a década de 1920.
Também a companheira de Conty, a atriz Mytho Bourgoin, oriunda do meio cinematográfico, participou da fundação da EPJD e dirigiu cursos de improvisação teatral.
A EPJD encerrou suas atividades em 1952. Não há registros de que Conty tenha trabalhado posteriormente com teatro. Embora nos poucos registros existentes não se encontre informação de que Conty dirigia cursos de jogos dramáticos, ele realizou conferências e publicou artigos a respeito, o que demonstra seu dom[inio sobre o tema.
Posteriormente, Conty lecionou em vários estabelecimentos, incluindo o Grand Séminaire de Paris e escreveu diversos livros dedicados aos mecanismos de tomada de decisão voltados ao meio empresarial. Foi integrante do Conselho em Psicologia Industrial. No início da década de 1970, lecionou metodologia na Escola National Superior de Minas de Nancy.
Em 1995, Jean-Pierre Chrétien-Goni produziu um documentário de 52 minutos com entrevistas com Conty: Carnet de Vol - Carnet de vie. Nele, três temas principais foram explorados: as vivências na Aéropostale; o período da Segunda Guerra; e o envolvimento com comunidade teatral do pós-guerra.
Há uma entrevista de 19/06/1995 (com 15:25 de duração), dirigda por Jacques Laouénan, disponível no site Mémoire et Patrimoine Vivant, com o título La mémoire de... Jean-Marie CONTY 

## Conty e o teatro
As informações biográficas sobre Jean-Marie Conty são poucas e dispersas. Normalemente, associado a seu nome há a referência de que era amigo de Saint-Exupéry, Artaud e Barrault. Seu nome também foi preservado historicamente pelas menções feitas em publicações por Gabriel Cousin e Jacques Lecoq que o conheceram durante a Segunda Guerra no contexto de suas formações como monitores de educação física, e expressam sua gratidão.
A escola de teatro parisiense Educação Pelo Jogo Dramático [Éducation Par le Jeu Dramatique] (EPJD), ativa entre 1946 e 1952, foi encabeçada por Jean-Marie Conty e teve a colaboração de importantes personalidades do teatro e da dança franceses.
Segundo o pesquisador Yves Lorrelle (2007), Conty é uma das pessoas que acabaram ficando à margem da historiografia do teatro francês, não tendo sua contribuição um reconhecimento amplo.
A EPJD não figura nos estudos sobre a história do teatro francês com amplidão. Pontualmente, é mencionada na bibliografia teatral francesa, mas sempre de forma muito breve, sem dar a conhecer realmente o projeto para além da pesquisa de Yves Lorelle publicada em Dullin-Barrault: L’éducation dramatique en mouvement [Dullin-Barrault: a educação dramática em movimento] (2007), capítulo Utopie oubliée: L’EPJD de Jean-Marie Conty [Utopia esquecida: a EPJD de Jean-Marie Conty]. 
O tema é revisado pelo pesquisador brasileiro Ismael Scheffler em sua tese O Laboratório de Estudo do Movimento e o percurso de formação de Jacques Lecoq tendo publicado dois artigos: Educação pelo Jogo Dramático (EPJD): uma escola de teatro francesa (em que realiza uma revisão histórica e de princípios pedagógicos) e O jogo dramático e o mimo: correlações entre Jean-Marie Conty e Jacques Lecoq (no qual desenvolve um olhar genealógico sobre alguns aspectos da pedagogia teatral).
Conty publicou alguns textos nos períódicos: Circulaire Intérieure. CID - Culture par l’Initiation Dramatique (1944); Chroniques intempestives (1947); e La Maison des Jeunes (1947) nos quais evidencia sua compreensão do jogo dramático como um meio educativo de formação humana. Nestes textos, ele apresenta reflexões e ilustra com alguns exemplos de exercíos. Estes materiais revelam tanto uma filiação à pedagogia teatral desenvolvida previamente por Dullin quanto permitem verificar correspondências com a pedagogia posteriormente desenvolvida por Jacques Lecoq.
Em 21 de novembro de 1951, estreou no Teatro do Velho Pombal [Vieux-Colombier] o espetáculo La nuit du volador [A noite do voador - volador, em espanhol], pela companhia Les vivants [Os viventes], vinculada à EPFD. A história da peça La nuit du volador, escrita por Jean-Maria Conty, se passa no México, envolvendo um aviador em contato com uma cultura indígena. Discute os embates do homem civilizado e do primitivo, perpetuando a busca por elementos humanos perdidos e que precisam ser reencontrados.
É possível supor alguma influência de Saint-Exupéry, seu amigo que envolvia o tema da aviação em suas obras, como em Correio do Sul (1929), Vôo noturno (1931) ou em O pequeno príncipe (1943). Mas também de seu outro amigo Artaud, que visitou o México e teve experiências com os índios Tarahumaras, em 1936 (publicando sobre isso em 1945), tendo ficado hospedado na casa de Conty ao voltar dessa viagem e que também explorou algumas destas discussões em seus escritos.
Com direção de Edmond Beauchamp e cenografia de José Charlet, as críticas ao espetáculo La nuit du volador foram duras para com o texto teatral de Conty, afirmando ser confuso, com temas dispersos, tendo diálogos ruins, entre muitas outras qualificações negativas. No programa impresso do espetáculo. Barrault faz uma apresentação da peça e se refere a ela como um espetáculo experimental. O programa também apresenta a peça como Teatro do Movimento.

## EPJD e o Brasil
Encontra-se referência da EPJD no Brasil nas memórias de duas importantes mulheres do teatro: Maria Clara Machado e Nathália Timberg. Ambas receberam bolsas de estudo do governo francês.
Maria Clara Machado, que fundadou o Teatro e a escola O Tablado, no Rio de Janeiro, em 1951, menciona no livro Maria Clara Machado: eu e o teatro que estudou na EPJD. Este livro reúne várias cartas trocadas entre ela e sua família e em parte dessa correspondência fala sobre ao período de um ano em que ela residiu em Paris, no ano de 1949, e estudou na EPJD, afirmando: “Dizem que é a mais séria e melhor escola de teatro de Paris”.
Também a atriz Nathália Timberg, no início de sua carreira, antes de integrar o Teatro Brasileiro de Comédia (TBC), em São Paulo, residiu em Paris, entre 1951 e 1954. Timberg chegou à EPJD por indicação de Barrault, em dezembro de 1951.

## Publicações de Conty para o meio empresarial[14]
Entre 1959 e 1975, Conty lançou diversos livros, todos pela Édition d’Organisation que se dedicava a publicações voltadas à administração empresarial: 
- Manuel pour les cadres d'entreprises. Psychologie de la décision [Manual para o quadro empresarial. Psicologia da decisão] (1959);
- Sport et formation de l'esprit, modèles de décisions pour les cadres [Esporte e formação do espírito, modelos de decisão para os quadros empresariais];
- Dynamique de la décision [Dinâmica da decisão] (1973);
- Améliorer votre forme physique et intellectuelle [Melhorar sua forma física e intelectual] (1975).

Manuel pour les cadres d'entreprises. Psychologie de la décision (1959), publicado sete anos após o fim da EPJD, é voltado para a gestão de pessoas em empresas e discute o problema da tomada de decisões administrativas, expondo um método, relatando casos de experiências de Conty e reflexões.
Em Sport et formation de l'esprit, modèles de décisions pour les cadres, Conty foi apresentado como ex-jogador de basquete internacional e pioneiro na Aeropostale antes de se especializar nos problemas de formação, com atuação nos quadros profissionais da indústria. Sua experiência como atleta, somada à de Jean Borotra (ex-tenista e que no regime de Vichy implantou a Éducation Général et Sportive como a nova política educacional), foi utilizada para demonstrar que o universo esportivo pode ajudar a impulsionar grande número de relações fundamentais que podem ser transferidas para outras instâncias como o meio empresarial.
Nos outros dois livros, Dynamique de la décision (1973) e Améliorer votre forme physique et intellectuelle (1975), Conty continuou voltado à administração industrial e de empresas, propondo a integração dos aspectos conscientes e inconscientes para melhorar o potencial do ser humano. Para este treinamento mental, ele refletiu sobre a memória, o pensamento e a criatividade. Conty propôs exercícios respiratórios e de relaxamento ativo, tendo como referência Moshe Feldenkrais (La conscience du corps [A consciência do corpo], de 1971), a eutonia de Gerda Alexander e técnicas da ioga, chamando a atenção para a necessidade de integração física, intelectual e espiritual, propondo métodos baseados no movimento, na tomada de consciência do corpo e na harmonização dos estados afetivos.  Ao abordar sobre a extensão dos poderes humanos, Conty (1975), fez referência a transferência de energia e materialização, mencionando fenômenos ectoplasmas, ações à distância e telepatia.
Em ambos os livros (1973 e 1975), Conty propôs o sonho acordado de criatividade [revê éveillé de créativité], elaborado a partir do método do sonho acordado dirigido [revê éveillé dirige], elaborado por Robert Desoille para a psicoterapia. Conty propunha este método como uma nova dimensão do pensamento individual e coletivo a ser utilizado em reuniões: “um grupo de sonhadores acordados se esforça para interrogar o futuro de sua civilização” (1975, p. 236). Este método visa o desenvolvimento da imaginação criativa. Gaston Bachelard, que também cita Desoille em três de seus livros, também é tomado como referência para a fundamentação das propostas de Conty. Conty (1975) referiu a influência das pesquisas do psicoterapeuta C. J. Jung (especialmente sobre os sonhos e arquétipos) e de Ivan Pavlov  (psicologia comportamental e o condicionamento) – aspectos que aparecem no livro de Desoille Le Rêve Éveillé en psychothérapie [O sonho acordado em psicoterapia], de 1945. 

## Publicações
- Le Document: Périodique mensuel. «Pilotes d'essai», numéro présenté par Antoine de Saint Exupéry (1939)
- CONTY, Jean-Marie. Inventer son corps. L’athète, l’acteur et l’expression corporelle. Circulaire Intérieure. CID - Culture par l’Initiation Dramatique. n. 1, dec. 1944. [BnF: 8-RT-4501]
- CONTY, Jean-Marie. Éducation Par le Jeu Dramatique. Faire des vivants. Chroniques intempestives. n. 3, 1947, p. 75-111.
- CONTY, Jean-Marie. Le jeu dramatique. La Maison des Jeunes. Cahiers de documentation édités par la Fédération des Maisons des Jeunes, Neuilly-sur-Seine, n. 18-19 fév.-mars; n. 20 avr.-mai; n. 21-22 juin-juil.; n. 23-24 août-sept.; n. 25, oct. 1947.
- CONTY, Jean-Marie. Manuel pour les cadres d'entreprises. Psychologie de la décision. Paris: Éditions d’Organisation, 1959.
- CONTY, Jean-Marie. Sport et formation de l’esprit: modèles de décisions pour les cadres. Paris: Éditions d’Organisation, 1968.
- CONTY, Jean-Marie. Dynamique de la décision. Paris: Éditions d’Organisation, 1973.
- CONTY, Jean-Marie. Améliorer votre forme physique et intellectuelle. Paris: Éditions d’Organisation, 1975.